# Shinobu Ōtaka
Shinobu Ohtaka (大高 忍?, Ōtaka Shinobu; Tokyo, 9 maggio 1983) è una fumettista giapponese, nota soprattutto per aver creato manga come Sumomomo Momomo, Magi: The Labyrinth of Magic e Orient.

## Opere
- Sumomomo Momomo (2004 - 2009)
- Magi: The Labyrinth of Magic (2009 - 2017)
- Adventure of Sindbad (2013 - 2018)
- Orient (2018 - in corso)